# Narrosse
Narrosse is een gemeente in het Franse departement Landes (regio Nouvelle-Aquitaine). De plaats maakt deel uit van het arrondissement Dax. Narrosse telde op 1 januari 2022 3.331 inwoners.

## Geografie
De oppervlakte van Narrosse bedroeg op 1 januari 2022 10,53 vierkante kilometer; de bevolkingsdichtheid was toen 316,3 inwoners per km².

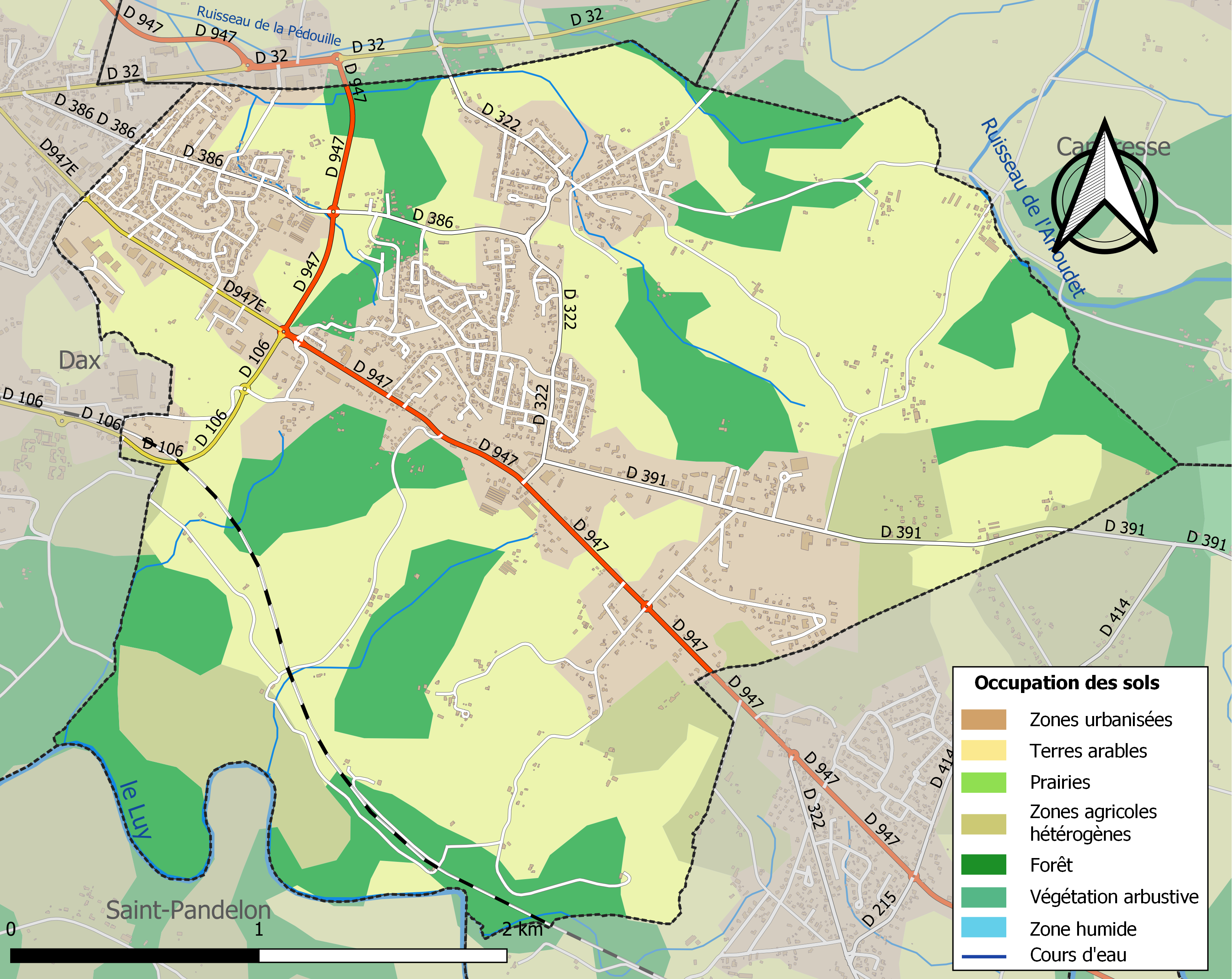
Kaart van de gemeente met de belangrijkste infrastructuur, bodemgebruik en omliggende gemeenten

## Demografie
Onderstaande figuur toont het verloop van het inwonertal (bron: INSEE-tellingen).

## Geboren in Narrosse
- André Darrigade (1929), Frans wielrenner, geducht spurter, winnaar van 22 etappes van de Ronde van Frankrijk